# Tomáš Kriško
Tomáš Kriško (Liptovský Mikuláš, 19 de diciembre de 1988) es un jugador profesional de voleibol eslovaco, juego de posición receptor/atacante. Desde la temporada 2019/2020, el juega en alemán Bundesliga, en el equipo VfB Friedrichshafen.

## Palmarés

### Clubes
Campeonato de Eslovaquia:
- 2009, 2011
- 2010, 2012, 2014

Copa de Eslovaquia:
- 2010

Campeonato de la República Checa:
- 2015, 2016
- 2017, 2018

Copa de la República Checa:
- 2016, 2018